# Maranola
Maranola (pronuncia Marànola) è una frazione del comune di Formia, in provincia di Latina.
Il borgo sorge su di una roccia ai piedi del monte Altino e si affaccia sul golfo di Gaeta.
Fa parte dei borghi più belli d'Italia.

## Storia
L'origine del borgo è legata alla necessità delle popolazioni che abitavano sul golfo di Gaeta a spostarsi in nuovi insediamenti in posizione protetta sulle alture circostanti, a difesa dalle incursioni saracene. Maranola è citata per la prima volta nel 1029 e ancora nel 1045, quando viene indicata come castrum, luogo fortificato con mura e torri. Nel 1041 è attestata inoltre l'esistenza di una "via carraria de Maranola".
Una bolla del 1158 di papa Adriano IV ne elencava le chiese dipendenti: San Martino, San Giovanni, San Angelo sul monte Altino, San Giovanni di Palazzo, San Nazario e la chiesa di Santa Croce detta "in fiumicello". In una seconda bolla del 1170 di papa Alessandro III si aggiunsero all'elenco anche le chiese di Santa Maria in Castagneto e di San Nicola de Militis.
Nel luglio del 1191, Tancredi di Sicilia cedette Maranola a Gaeta. Sotto i Caetani venne quindi costruita una nuova cinta muraria con tre torri, il cui unico accesso era il cosiddetto rivellino, abbattuto alla fine del XIX secolo. Il borgo venne posto sotto assedio nel 1347 da Nicola Caetani nell'ambito degli scontri condotti per riconquistare Mola, Castellone e Traetto. Il figlio, Onorato I Caetani, vi fece erigere un castello che prese da lui il nome di "Castello Onorato". Nell'aprile del 1400 venne assediata dalle truppe di Ladislao I di Napoli.
Nel XV secolo ebbe lo status di università e dallo statuto si rileva che comprendeva nel suo territorio i casali di Mamurrano, Ponzanello e Trivio.
Nel 1414 il possedimento fu venduto a Pietro Origlia, conte di Caiazzo, ma Cristoforo Caetani se ne riappropriò con la forza.
Nel 1428 Castellonorato divenne comune autonomo insieme a un quarto del territorio di Maranola. Nel 1491 fu in possesso di Caterina Pignatelli, nel 1504 di Prospero Colonna e nel 1691 passò ai Carafa, che la mantennero fino all'abolizione del feudalesimo nel 1806. In quello stesso anno Castellonorato venne di nuovo aggregato a Maranola; nel 1852 Castellonorato ridivenne comune autonomo.
Nel 1928 Maranola, con le sue frazioni di Mamurrano, Ponzanello e Trivio, venne aggregata, insieme a Castellonorato, a Formia.
Dal 1974 si svolge un suggestivo Presepe Vivente tra i vicoli e nelle vecchie cantine del borgo medioevale. Circa 400 persone in costume locale rappresentano circa 100 antichi mestieri. Alla conclusione del percorso la chiesa di S. Maria dei Martiri, con al suo interno il Presepe in terracotta del XVI sec., ospita la Sacra Famiglia in una cornice davvero emozionante.

## Monumenti e luoghi d'interesse
Il borgo conserva l'aspetto medievale con la cinta di mura accessibile da un unico ingresso. La torre più alta è la "tore Caetani" fatta erigere da Onorato I Caetani.
Del rivellino rimane il cosiddetto "seggio", in posizione panoramica sul golfo di Gaeta.
La chiesa di Santa Maria dei Martiri conserva all'interno decorazioni barocche, affreschi e un presepe del XVI secolo; al suo interno si trova un pregevole organo a canne del XVIII secolo.
La chiesa parrocchiale di San Luca Evangelista è a navata unica con abside quadrangolare ed è decorata con stucchi e affreschi barocchi. Ma è nella cripta che si nasconde un tesoro con le sue numerose Madonne del latte affrescate sulle pareti.
Fuori le mura si trovano la chiesa in stile gotico dell'Annunziata, con le opere di Arcuccio Angelillo e la cappella di Sant'Antonio edificata con i contributi degli emigrati maranolesi in America.
Sul monte Altino si trova il monumento al Redentore, realizzato nel 1901 e, in un incavo della roccia poco sotto la vetta, l'Eremo di San Michele Arcangelo.